# فيديريكا موغيريني
فيديريكا موغيريني (بالإيطالية: Federica Mogherini)‏ هي سياسية ودبلوماسية إيطالية، ولدت في يوم 16 يونيو 1973 في مدينة روما عاصمة إيطاليا، هي سياسية من الحزب الديمقراطي الإيطالي ومن حزب الإشتراكيين الأوروبيين تشغل حالياً منصب الممثل الأعلى لسياسة الأمن والشؤون الخارجية في الإتحاد الأوروبي منذ 1 نوفمبر 2014 خلفاً لكاثرين أشتون، وقد شغلت منصب وزيرة خارجية إيطاليا من 21 فبراير 2014 إلى 31 أكتوبر 2014 في حكومة ماتيو رينزي.

## السيرة الذاتية

### حياتها المبكرة
ولدت فيديريكا موغريني في 16 يونيو 1973 في مدينة روما في إيطاليا، وهي ابنة المخرج السينمائي ومصمم الديكور مسرحي الإيطالي فلافيو موغيريني.

### حياتها الشخصية
هي متزوجة من ماتيو ريسباني ابن العميد دومينيكو ريسباني في الجيش الإيطالي دومينيكو ريسباني، ولديها إبنتين منه وهن كاتيرينا (ولدت في 2005) ومارتا (ولدت في 2010).

### التعليم
إلتحقت بجامعة روما سابينزا وتخرجت منها في قسم العلوم السياسية، كما حازت على دبلوم في فلسفة السياسة في نظريتها عن (العلاقة بين الدين والسياسة في الإسلام)، بينما كانت تكتب عن برنامج إيراسموس في آكس آن بروفانس في فرنسا.

### النشاط السياسي
أصبحت عضوة في إتحاد الشبيبة الشيوعي الإيطالي من سنة 1988 إلى سنة 1996، وتركت الشبيبة بعد حلها من قبل الحزب الشيوعي الإيطالي، لتنضم إلى الحزب الديمقراطي اليساري، وفي 2001 أصبحت عضوة في المجلس الوطني لحزب الديمقراطيين اليساريين، وخدمت في المجلس التنفيذي السياسي وفي 2003 بدأت في العمل في قسم الشؤون الخارجية، حيث أعطاها قابلية العلاقات مع الأحزاب والحركات الأجنبية، وثم أصبحت منسق الشؤون الخارجية للحزب وأختصت بشؤون قضايا العراق وأفغانستان والشرق الأوسط، وثم إنضمت إلى حزب الإشتراكيين الأوروبيين، وثم إلى الأممية الاشتراكية التي كانت تضم منظمات وأحزاب يسارية من ضمنها الحزب الديمقراطي الأمريكي.
بعد تأسيس الحزب الديمقراطي، في 2007 عملت مع والتر فيلتروني في حملته لتجديد ولايته كعمدة روما إلا أنها فشلت معه في ذلك. في 2008 أنتخبت كنائبة في مقاطعة فينيتو، كما خدمت في المجلس التشريعي ال16 وخدمت في مجلس وزارة الدفاع، وثم أصبحت عضوة في البرلمان الإيطالي ثم في البرلمان الأوروبي وثم بعد ذلك تركت العمل في السياسة قليلاً، وفي 2013 عادت إلى البرلمان في مقاطعة إيميليا رومانيا وكانت عضوة في لجنة الدفاع، وفي 2013 جعلها ماتيو رينزي المسؤولة عن العلاقات الأوروبية.

### عملها كوزيرة

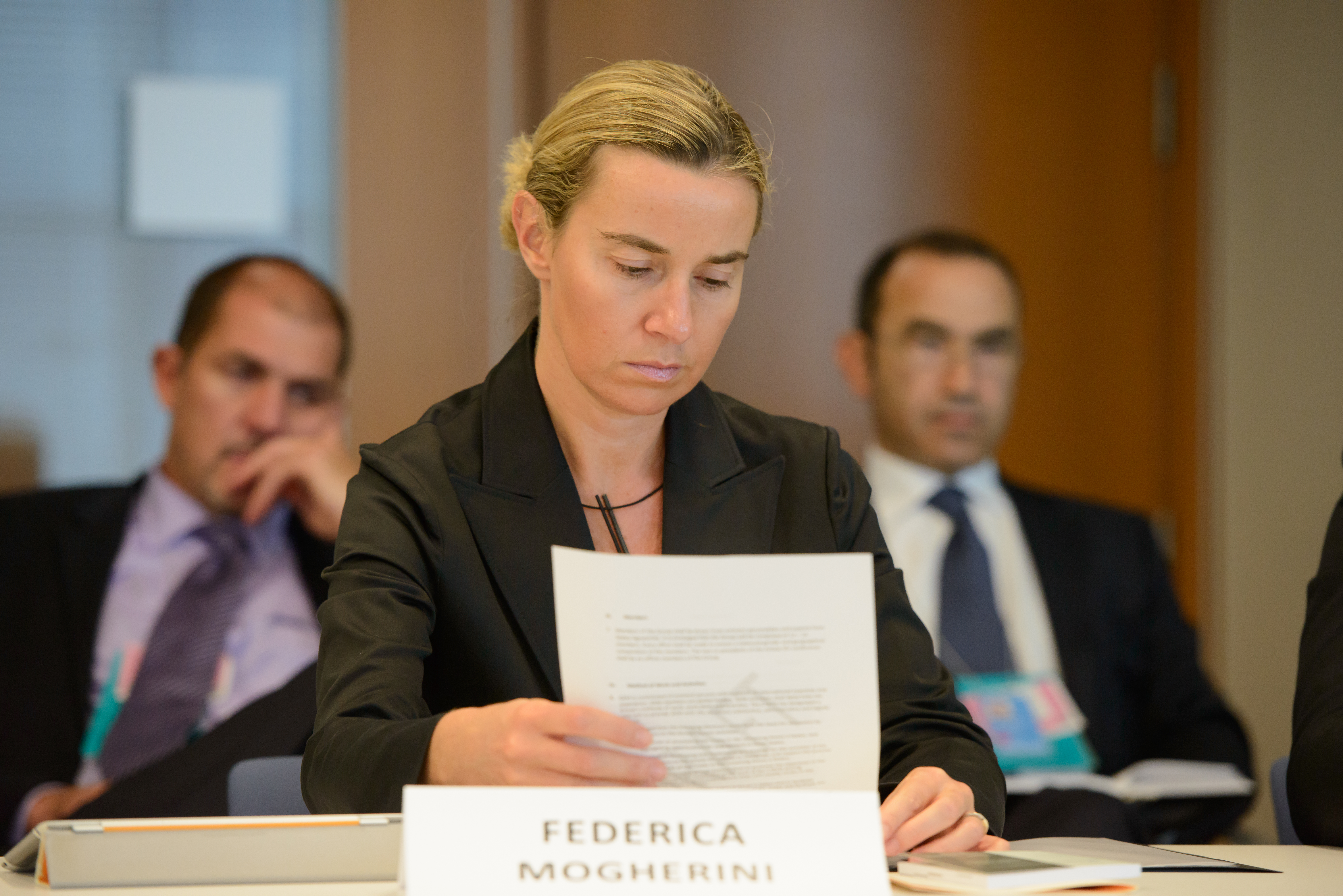
موغيريني في مجلس الناتو

في 2014 وضعها ماتيو رينزي وزيرة الخارجية لإيطاليا خلفاً لسوزانا أغنيلي وإيما بونينو، لتصبح أصغر شخص تولى هذا المنصب، وكان هدفها الأول هو أن تتوافق سياسات وزارتها مع وزارة الدفاع الإيطالية، أثناء حجز إثنين من عناصر البحرية الإيطالية وهما ماسمليانو لاتوري وسالفاتوري جيروني في الهند.
كما ساعدت على إخراج مريم يحيى إبراهيم إسحاق التي إعتنقت المسيحية في السودان بإرسالها بطائرة حكومية إيطالية، حيث كانت لديها علاقات جيدة بالحكومة السودانية.

### منصبها في الاتحاد الأوروبي
في يوليو 2014 إنتخبها البرلمان الأوروبي في منصب الممثل الأعلى لسياسة الأمن والشؤون الخارجية في الإتحاد الأوروبي، تحت رئاسة جان كلود يونكر، وقد عرضت صحيفة فاينانشال تايمز أن عدة دول من أوروبا الشرقية عارضت ترشيحها للمنصب ومنها لاتفيا وإستونيا وبولندا وليتوانيا وذلك لوصفهم أن رأيها في الأزمة الأوكرانية هو غير فعال.
في أغسطس 2014 قابلت رئيس المفوضية الأوروبية هيرمان فان رومبوي وبعد الاجتماع إتفقا على عقد لقاءات مشتركة بين الحكومتين الروسية والأوكرانية، وحاولت أيضاً حل قضية غزة.
في ديسمبر أعلن صادقت على عقد إتفاقيات مشتركة بين الهند والاتحاد الأوروبي بشأن قضية صيد الأسماك في ولاية كيرالا في الهند.

## النقد
يتراوح نقد موغريني في إدعاء قرب علاقاتها مع الكرملين في روسيا، وعدم إتخاذها مواقف صارمة بخصوص التوغل العسكري الروسي في شرق أوكرانيا، وقد أعلن رئيس ليتوانيا علناً أنها تدعم الكرملين الروسي، وخلال أول انتخابات لها عارضت دول شرق أوروبا ترشيحها للمنصب، وقد قيل أن لزوجها علاقات عمل مع صاحب شركة غازبروم التابعة للحكومة الروسية، وفي الجانب الأخر دعمتها كل من ألمانيا وفرنسا.
وفي قضية أخرى قامت موغيريني بمسح صورها الشخصية مع الرئيس الفلسطيني الراحل ياسر عرفات في 2002، وكان هناك تخمينات أن تعاطفها ليس محايد بشأن مشكلة النزاع الإسرائيلي الفلسطيني.

## وصلات خارجية
- فيديريكا موغيريني على موقع IMDb (الإنجليزية)
- فيديريكا موغيريني على موقع الموسوعة البريطانية (الإنجليزية)
- فيديريكا موغيريني على موقع مونزينجر (الألمانية)
- فيديريكا موغيريني على موقع كينوبويسك (الروسية)
- http://www.blogmog.it/
- http://leg16.camera.it/29?shadow_deputato=302831
- https://en.wikiquote.org/wiki/Federica_Mogherini